# Baliste coche
Balistes polylepis
Espèce
Statut de conservation UICN

 LC  : Préoccupation mineure
Le baliste coche (Balistes polylepis) est une espèce de poissons osseux vivant habituellement en milieu récifal subtropical.